# Hyperolius watsonae
Espèce
Statut de conservation UICN

 CR B1ab(iii)+2ab(iii) : 
En danger critique
Hyperolius watsonae est une espèce d'amphibiens de la famille des Hyperoliidae.

## Répartition
Cette espèce est endémique de l'île de Pemba en Tanzanie. Elle se rencontre dans la forêt de Ngezi,.

## Étymologie
Cette espèce est nommée en l'honneur de Christine Ann Watson, la compagne de Martin Pickersgill.

## Publication originale
- Pickersgill, 2007 : Frog Search. Results of Expeditions to Southern and Eastern Africa from 1993-1999, Frankfurt Contributions to Natural History, Frankfurt am Main, Edition Chimaira, p. 1-574.